# Dixie County
Dixie County is een county in de Amerikaanse staat Florida.
De county heeft een landoppervlakte van 1.823 km² en telt 13.827 inwoners (volkstelling 2000). De hoofdplaats is Cross City.

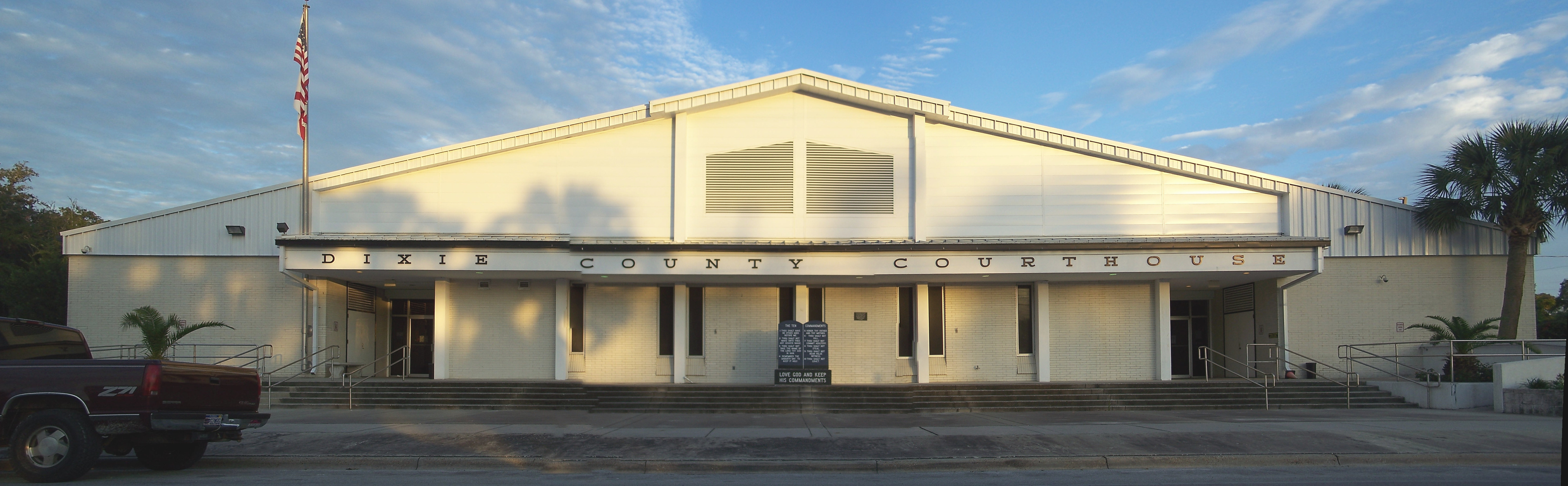
Dixie County Courthouse